# Pelagia Gdeczyk
Pelagia Gdeczyk z domu Eitner (ur. 21 grudnia 1852 w Popowicach, zm. 1 sierpnia 1930 w Gnieźnie) – polska fotografka, która przez czterdzieści dwa lata prowadziła zakład fotograficzny w Gnieźnie.

## Życiorys
Wiedzę z zakresu fotografii zdobyła w zakładach w Poznaniu: Balbiny Mirskiej (w 1878) oraz Eufemii i Anieli Rivoli (w latach 1878–1879). Własne atelier otworzyła 31 maja 1879 w Gnieźnie, w budynku na rogu obecnych ulic Mieszka 34 i Mickiewicza (wówczas Hornej 32 i Nowej). Od 1900 zakład prowadziła przy ul. Mickiewicza 6 (wówczas Nowej 6), a zapewne około 1903–1904 otworzyła filię we Wrześni przy ul. Warszawskiej (wówczas Poststrasse 192; w 1909 przekazała ją mężowi). Z działalności zawodowej wycofała się po czterdziestu dwóch latach – w 1921, a zakład sprzedała Aleksandrowi Tchorżowi.
Wykonywała głównie zdjęcia portretowe, ale fotografowała również widoki oraz zabytki Gniezna i Trzemeszna. W 1884 otrzymała specjalną premię na wystawie przemysłowej w Pleszewie.
Działała także społecznie, w 1918 reprezentując Gniezno na Sejmie Dzielnicowym w Poznaniu. Udzielała się też w Deputacji dla Spraw Ubogich i Stowarzyszeniu Św. Wincentego á Paulo.
Została pochowana na cmentarzu św. Piotra i Pawła w Gnieźnie (sektor 1-13-12).